# Фудбалски савез Кубе
Фудбалски савез Кубе (шп. Asociación de Fútbol de Cuba (АФК)) је највиша фудбалска организација на Куби која организује фудбалска такмичења у земљи и мечеве репрезентације Кубе.
Фудбалски савез је основан 1924. године. У чланство ФИФА (Светске фудбалске организације) примљена је 1932, а у Конкакаф (Северно-средњоамеричке и карипске фудбалске конфедерације) 1961.
Председник савеза је Луис Хернандез Херез.
Прва међународна утакмица одиграна је на Куби 1930. против репрезентације Јамајке, коју је Куба добила са 3:1.
Боја дресова репрезентације је бела и црвена.
Национална лига Кубе игра се од 1912. Најуспешнији клубови се Гаљего, Реал Иберија, Јувентуд Астуријана из Хаване, Виља Клара из Санта Кларе. 